# Altica opulenta
Altica opulenta är en skalbaggsart som beskrevs av Horn 1889. Altica opulenta ingår i släktet Altica och familjen bladbaggar. Inga underarter finns listade i Catalogue of Life.